# William Windom (ator)
William Windom (28 de setembro de 1923, Nova Iorque – 16 de agosto de 2012, Woodacre) foi um ator americano, vencedor do Emmy Award de melhor ator em série de comédia por My World and Welcome to It, em 1970.